# Уголовный кодекс Казахстана (1997)
Уголовный кодекс Республики Казахстан 1997 года (УК Казахстана) — основной и единственный источник уголовного права Казахстана, устанавливавший преступность и наказуемость деяний на территории Казахстана в период с 1 января 1998 года по 31 декабря 2014 года.
Эта редакция Уголовного кодекса Казахстана была подписана президентом Казахстана Н. Назарбаевым 16 июля 1997 года и вступила в силу с 1 января 1998 года, сменив предыдущий Уголовный кодекс Казахской ССР 1959 года, применявшийся до тех пор.

## Структура кодекса
Кодекс состоит из Общей (разделы I—VII) и Особенной частей (главы 1—16). В отличие от большинства кодексов государств бывшего СССР в нём используется двухуровневая структура: Общая часть делится на разделы, Особенная — на главы; более мелкие деления отсутствуют.
В Общей части рассматриваются основные понятия уголовного законодательства, устанавливаются основания уголовной ответственности и освобождения от неё, общие положения об уголовном наказании и освобождении от него, принудительных мерах лечения, а также особенности уголовной ответственности несовершеннолетних.
Особенная часть включает в себя статьи, описывающие составы конкретных преступлений. Структура Особенной части отражает иерархию ценностей, охраняемых уголовным законом: на первом месте стоят преступления против личности, затем преступления против семьи и несовершеннолетних, конституционных прав и свобод. Далее идут преступления против мира и безопасности человечества, конституционного строя и безопасности государства, собственности.

## Особенности кодекса
УК Казахстана во многом основан на положениях Модельного Уголовного кодекса для государств — участников СНГ; также многие нормы заимствованы из Уголовного кодекса РФ 1996 года.
В УК Казахстана сохранились многие нормы, характерные для советских уголовных кодексов: опьянение признаётся отягчающим обстоятельством, возможно прерывание течения сроков давности вследствие совершения лицом нового преступления, сохраняется ответственность за недонесение о достоверно известном готовящемся или совершенном особо тяжком преступлении.
Предусматривается ответственность за такие преступления, как нарушение порядка организации и проведения собраний, митингов, пикетов, уличных шествий и демонстраций (ст. 334); руководство запрещенной забастовкой, воспрепятствование работе предприятия, организации в условиях чрезвычайного положения (ст. 335); незаконное вмешательство членов общественных объединений в деятельность государственных органов (ст. 336); создание или участие в деятельности незаконных общественных объединений (ст. 337); оказание содействия политическим партиям и профессиональным союзам иностранных государств (ст. 338) и т. д. Предусмотрена также ответственность за посягательство на честь и достоинство и воспрепятствование деятельности Президента РК (ст. 318) и депутата парламента Республики Казахстан (ст. 319) (при этом не влекут ответственности публичные выступления, содержащие критические высказывания о проводимой Президентом политике или о депутатской деятельности).
Декриминализована взятка-благодарность: если вознаграждение передано должностному лицу при отсутствии предварительной договоренности за ранее совершенные законные действия (бездействия) и если стоимость подарка не превышает двух месячных расчетных показателей, ответственность не наступает (примечание 2 к ст. 311 и примечание 1 к ст. 312).
В кодекс регулярно вносятся изменения, отражающие изменения регулируемых им общественных отношений и появление новых видов и форм общественно опасных деяний.